# Серадовиці-Парцеле
Серадовиці-Парцеле (пол. Sieradowice-Parcele) — село в Польщі, у гміні Бодзентин Келецького повіту Свентокшиського воєводства.
У 1975-1998 роках село належало до Келецького воєводства.